# Propifenazonă
Propifenazona este un antiinflamator nesteroidian din clasa derivaților de pirazolonă, derivat de fenazonă (izopropilantipirină), utilizat ca analgezic și antipiretic. Printre principalele indicații se numără: dureri (de intensitate ușoară și medie), febră. Calea de administrare disponibilă este cea orală.
Molecula a fost patentată în anul 1931.

## Reacții adverse
Ca toate AINS, fenazona poate produce iritație gastrică cu risc de apariție a unor ulcerații și a unor hemoragii gastro-intestinale. Utilizarea anumitor AINS poate fi asociată cu un risc de apariție a evenimentelor trombotice arteriale (infarct miocardic, accident vascular cerebral).